# Wladislaw Winokurow

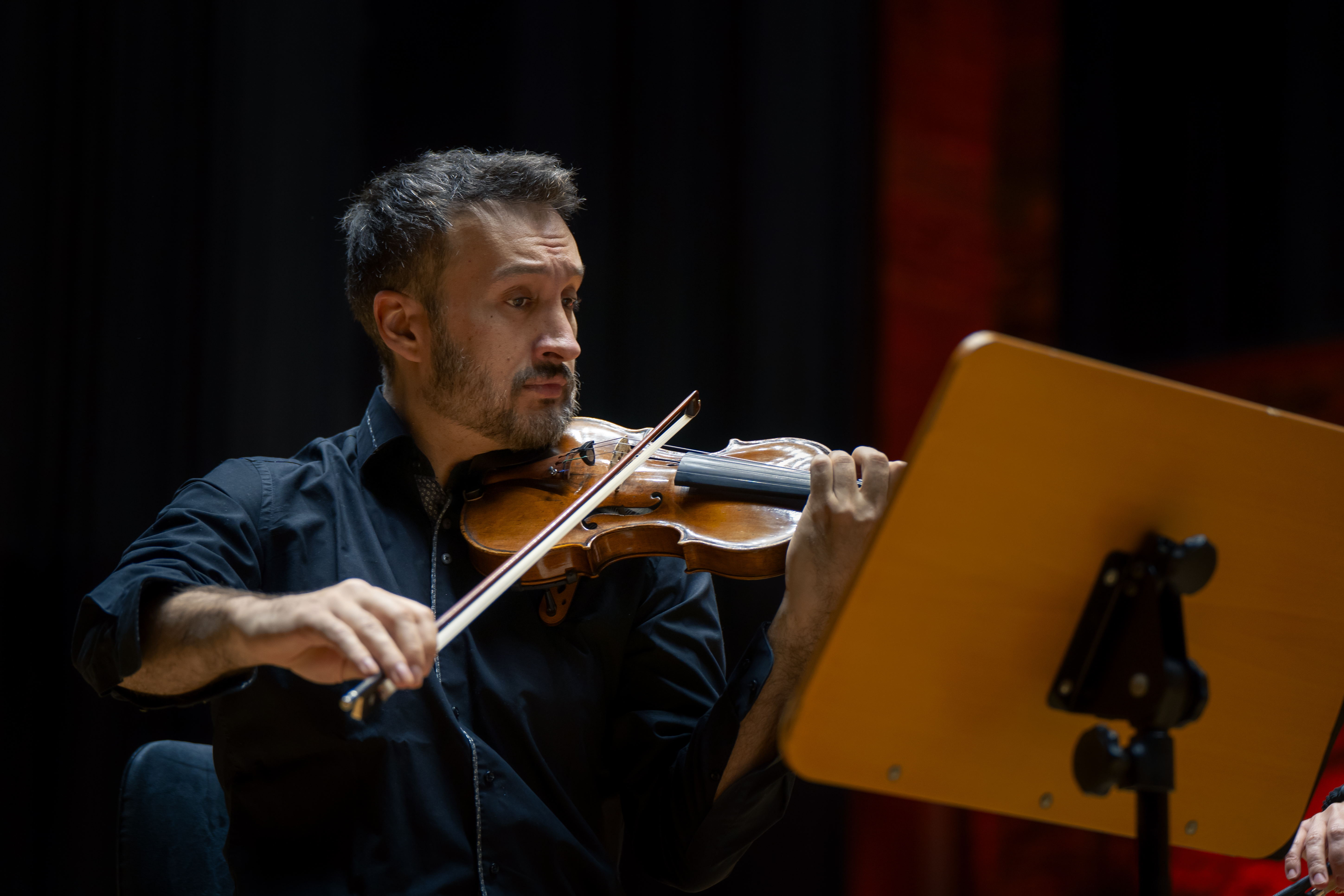
Wladislaw Winokurow (2024)

Wladislaw Winokurow (ukrainisch Владіслав Аркадійович Винокуров ‚Wladislaw Arkadijowytsch Wynokurow‘; * 1980 in Kiew, Ukrainische SSR) ist ein österreichischer Musiker und Pädagoge ukrainischer Herkunft. Er lebt und arbeitet in Wien und Graz (Österreich).

## Leben
Wladislaw Winokurow ist Gründer und Primarius (1. Geige) des Glière Streichquartetts, eines Kammermusikensembles bestehend aus Musikern der Wiener Symphoniker und der Budapester Staatsoper. Sie führen regelmäßige Festival- und Konzerttätigkeit in Europa aus und kooperieren mit der polnischen Produktionsfirma DUX. in Aufnahme und Propaganda unbekannter Streichquartett-Literatur. Die letzte Einspielung aus dem Jahre 2023 erfuhr hervorragende Kritiken.
Wladislaw Winokurow unterrichtet klassische Violine unter anderem an der Kunstuniversität Graz. Er ist Jurymitglied europäischer Violinwettbewerbe, Dozent zahlreicher Meisterkurse in Europa und Asien, sowie Referent für Fortbildungen in Bereichen Violintechnik und Entwicklung. Zu seinen aktuellen und ehemaligen Schülern zählen Künstler wie Eva Lucia Schmölzer, Allegra Tinnefeld und Kai Gergov.
Zum erweiterten Tätigkeitsfeld zählt außerdem die Leitung des Vereins Kunst- & Kulturwelten, in welchem er sowohl die Obmann-Funktion, als auch die künstlerische Leitung des seit 2016 initiiertem Meisterkurses Kulturwelten Sommerakademie, bekleidet.